# Reformierakonna Noortekogu
Reformierakonna Noortekogu, (Estniska:Reformpartiets Ungdom) förkortat ERNK är ett liberalt ungdomsförbund i Estland. Förbundets moderparti är Estländska reformpartiet och dess ordförande heter Mihkel Lees. Förbundet har sedan Parlamentsvalet i Estland 2007 sex representanter i parlamentet: Keit Pentus, Lauri Freedman, Kristen Michal, Jim garment, and the Silver Meikar Kalle Palling.
Förbundet är fullvärdig medlem i den europeiska liberala paraplyorganisationen Liberal Youth Movement of the European Community (LYMEC).